# Rain (The Script)
Rain è un singolo del gruppo musicale irlandese The Script, pubblicato nel 2017 ed estratto dal loro quinto album in studio Freedom Child.

## Descrizione
Il brano è stato scritto da Mark Sheehan, James Barry, Camille Purcell e Daniel O'Donoghue.

## Tracce
1. Rain – 3:29